# 防府站
防府站（日语：／ Hōfu eki */?）是位於山口縣防府市戎町一丁目，西日本旅客鐵道（JR西日本）山陽本線的車站。

## 概要
此站在啟用時車站名為三田尻站（日语：／）。日本首卡餐車是運行於山陽鐵道京都站至三田尻站之間。在2009年（平成21年）3月，夜行列車全部廢止後，只有普通列車停站。另外，曾經設有防府天滿宮的初詣列車在此站折返，現時已經廢止。
此站由德山地域鐵道部管理的直營車站。

## 歷史
- 1898年（明治31年）3月17日 - 山陽鐵道此站至德山站開通，此站啟用，當時名為三田尻站。同時站內設置了三田尻機關庫。
- 1899年（明治32年）5月25日 - 國內首卡餐車連結於急行列車班上，並行走於京都站至此站之間。
- 1900年（明治33年）
  - 4月8日 - 國內首列臥鋪列車行走於神戶站至此站之開始運行。
  - 12月3日 - 山陽鐵道此站至厚狹站之間開業，成為中途站。
- 1906年（明治39年）12月1日 - 山陽鐵道國有化（日语：鉄道国有法），成為官設鐵道車站。
- 1909年（明治42年）10月12日 - 制定路線名稱。成為山陽本線車站。
- 1914年（大正3年） - 連接此站至山口米屋町之間的乘合自動車（巴士）開始營業。
- 1919年（大正8年） - 防石鐵道（日语：防石鉄道）此站至上和字站之間開業。
- 1926年（大正15年） - 富海站至此站之間成為雙線鐵路。
- 1928年（昭和3年） - 三田尻機關庫關閉，並遷移至小郡站（現時為新山口站）的小郡機關庫（現時為山口鐵道部車輛管理室（日语：山口鉄道部車両管理室））。
- 1930年（昭和5年） - 此站至大道站之間成為雙線鐵路。
- 1931年（昭和6年）5月31日 - 省營巴士（舊國鐵巴士，現時為JR巴士 ）開始設有全國第2條路線，連接此站至山口之間
- 1962年（昭和37年）11月1日 - 車站改名為防府站。
- 1963年（昭和38年） - 車站大樓重建，為2層高的混凝土建築物。
- 1964年（昭和39年）7月1日 - 防石鐵道廢止。
- 1965年（昭和40年）9月24日 - 綠色窗口開始營業。
- 1977年（昭和52年） - 高架水塔撤走。
- 1986年（昭和61年）11月1日 - 為了準備高架化工程，貨物起卸業務遷移至新設的防府貨物站（日语：防府貨物駅）。
- 1987年（昭和62年）4月1日 - 伴隨國鐵分割民營化，車站由西日本旅客鐵道（JR西日本）營運。
- 1993年（平成5年）10月29日 - 下行線重建，新站開始營業。
- 1994年（平成6年）5月27日 - 高架車站大樓落成，上行線遷移至新站。（上行設置升降機）
- 2008年（平成20年）11月 - Aista（日语：中国SC開発）防府於車站大樓西邊開業。
- 2009年（平成21年）3月 - 升降機開始使用。
- 2011年（平成21年）3月14日 - 進站音樂改用了防府舞（在開始使用同時預計舉行典禮，但後來典禮中止）。
- 2018年（平成30年）
  - 7月6日 - 發生2018年7月西日本豪雨使車站暫停服務。
  - 8月1日 - 德山站至新山口站之間重開[1]。

## 車站構造
現時車站是一座高架車站，設有1面2線的島式月台。車站設有轉轍器和絶對信號機，被定義為停留所。閘口位於高架橋下1處。在車站大樓內設有小型綠色窗口，其職員同時兼任閘口業務，另外也設有綠色售票機。在2009年3月，閘口與月台設置了升降機。在南北2處設有車站出口並設有愛稱，北出口由於接近防府天滿宮，因此名為「天神口」，南出口由於接近三田尻中關港，因此名為「港口」。
在高架化前，車站是一座地面車站，設有2面4線的月台和貨運設備，由於鐵路線分割了南北邊（車站出口只有北邊1處），在鐵路貨車替換時，發生不會開的平交道問題，因此開始了在車站與其周邊的高架化工程，興建高架車站為行人可連接南北兩方。當初高架化的旅客車站預計設有2面4線，由於在調查使用情況外，不需要2面4線的規模，因此縮小車站規模，同時把貨物起卸業務遷移至車站東邊新建的防府貨物站（現時為防府貨物線外貨運站），貨運車站廢止。
貨物營業中，車站南邊曾設有貨物月台，另外設有港口方向的專用線，前往Kracie防府工場（現時不再為工業用地，成為AEON Town防府）、日本煙草產業防府工場、協和發酵工業（現時為協和發酵麒麟）防府工場。現時貨物車站與工場專用線之間的路軌遺址還未沒有計劃進行發展。

### 月台
| 月台 | 路線      | 上下行 | 方向             |
| ---- | --------- | ------ | ---------------- |
| 1    | ■山陽本線 | 上行   | 德山、岩國方向   |
| 2    | ■山陽本線 | 下行   | 新山口、下關方向 |

## 使用狀況
以下為近年1日平均乘車人次列表：
| 乘車人次變化 | 乘車人次變化    |
| 年度         | 1日平均乘車人次 |
| ------------ | --------------- |
| 1999         | 4,411           |
| 2000         | 4,318           |
| 2001         | 4,281           |
| 2002         | 4,227           |
| 2003         | 4,225           |
| 2004         | 4,306           |
| 2005         | 4,292           |
| 2006         | 4,182           |
| 2007         | 4,163           |
| 2008         | 4,133           |
| 2009         | 4,019           |
| 2010         | 4,004           |
| 2011         | 4,076           |
| 2012         | 4,073           |
| 2013         | 4,190           |
| 2014         | 3,976           |
| 2015         | 4,139           |
| 2016         | 4,160           |
| 2017         | 4,258           |
| 2018         | 4,370           |

## 車站周邊
在未高架化前，車站出口對出為天神地區，一個古老的市區。在高架化後同時港口一方的土地調整完成，周邊開始開發。

### 天神口周邊
車站前往北方設有山口縣道54號防府停車場線。
- 三井住友信託銀行山口防府分店
- 中國勞動金庫（日语：中国労働金庫）防府分店
- 紅葉銀行防府分店
- 東山口信用金庫（日语：東山口信用金庫）防府站前分店
- Aspirante（防府地域交流中心）
- Rursus防府（日语：ルルサス防府）
  - 廣島銀行防府分店
  - 防府市立圖書館
- 防府站前郵局
- 防府郵局（日语：防府郵便局）
- 鐵道紀念廣場（紀念防石鐵道（日语：防石鐵道），該處放置了1架蒸氣機車和1架客車）
- 防府天滿宮（日本三大天神）
- youme Town防府（日语：ゆめタウン防府）
- 防府市公會堂
- 周防國分寺

### 港口周邊
- Aista防府
- AEON防府店（日语：イオン防府店）（在1999年3月前，為防府Mycal（日语：マイカル），在2011年3月ま前為防府SATY（日语：サティ (チェーンストア)））
  - AEON戲院防府（日语：イオンエンターテイメント）
- 山口銀行防府分店
- 西京銀行（日语：西京銀行）防府分店
- YIC看護福祉專門學校（日语：YIC看護福祉専門学校）
- 山口縣立防府商工高等學校（日语：山口県立防府商工高等学校）
- 山口縣立防府高等學校（日语：山口県立防府高等学校）
- 防府看護專門學校
- 誠英高等學校（日语：誠英高等學校）
- 桑山公園
- 山口縣防府綜合廳舍
- 防府市政廳
- 防府警署（日语：防府警察署）
- AEON Town防府（日语：イオンタウン防府）
- 三田尻中關港（日语：三田尻中関港）（重要港灣（日语：重要港湾））

## 巴士路線
天神口設有4個，港口設有3個，共設有7個巴士乘車處的巴士總站（兩處的乘車處編號用順序排列）。車站大樓內沒有售票櫃臺，在天神口對出設有防長交通訊問處。
防府市內線由防長交通營運，另外防長線則由中國JR巴士營運。

### 天神口
1號乘車處 - 4號乘車處。
1號乘車處（中國JR巴士、防長交通）
- 山口站、湯田溫泉、山口大學、萩巴士中心（日语：萩バスセンター）方向

2號乘車處
- 坂本團地－阿彌陀寺（日语：阿弥陀寺 (防府市)）方向，毛利本邸－大平山（日语：大平山 (防府市)）纜車方向
- 中山－堀方向，和字－堀方向

3號乘車處
- 縣立綜合醫療中心（日语：山口県立総合医療センター）－自由丘方向/落合方向、
- （西高（日语：山口県立防府西高等学校）－）大道站－秋穗方向
- 新山口站方向

4號乘車處
- 富海、圓通寺－戶田站－德山站方向
- 綠町－國衙車廠方向
- 高速巴士
  - 前往東京「萩特快（日语：萩エクスプレス）」（防長交通）
  - 前往神戶、大阪「喀斯特號（日语：カルスト号）」（防長交通、近鐵巴士（日语：近鉄バス））
  - 前往廣島（防長交通）
  - 前往福岡「福岡·防府·周南快車（日语：福岡・防府・周南ライナー）」（防長交通、JR九州巴士）

### 港口
5號乘車處－7號乘車處。所有路線由防長交通營運。
5號乘車處
- 堀口通－中浦方向，市政廳－中浦方向
- 堀口通－鶴濱工業團地

6號乘車處
- 市政廳－四辻、西浦小茅方向
- 堀口通－小田港方向/三田尻港（日语：三田尻中関港）方向

7號乘車處
- 穿梭巴士（AEON Town防府（日语：イオンタウン防府）方向，前往防府單車館（日语：防府競輪場）、德山單車館（日语：徳山競艇場））

## 相鄰車站
西日本旅客鐵道
■山陽本線
富海－防府－大道

### 曾經存在的路線
防石鐵道
防石鐵道線
防府－周防宮市

## 注腳
1. ↑  . 朝日新聞. 2018-07-08. （原始内容存档于2018-07-16）.
2. ↑  山口縣統計年鑑

## 外部連結
- 防府｜車站資訊：JR出門網 - 西日本旅客鐵道
- 防府Web歷史館 「三田尻站」至「防府站」
- 防府Web歷史館 山陽本線